# Partido Nacional (Irlanda)
El Partido Nacional (en irlandés: An Páirtí Náisiúnta) es un partido político de Irlanda fundado en noviembre de 2016 por Justin Barrett y James Reynolds.

## Historia
El Partido Nacional fue fundado en noviembre de 2016. Se había organizado un lanzamiento en el Hotel Merrion, pero el hotel lo canceló.
Justin Barrett es oriundo del Condado de Tipperary. En la década de 1990, participó en eventos en Italia y Alemania organizados por grupos como Forza Nuova y el Partido Nacional Democrático.
Seamus Mac Raghnaill es de Longford. Estuvo vinculado a Libertas y a la campaña contra la Trigésima Enmienda de la Constitución en 2012.
El partido celebró su primera Asamblea General en noviembre de 2017, en el Trump International Hotel, en Doonbeg en el Condado de Clare. Asistieron alrededor de cincuenta personas. Hubo controversia cuando Seamus Mac Raghnaill insultó a las personas homosexuales. Barrett defendió la declaración, lo que provocó que el invitado especial John Wilson abandonara el evento indignado.

## Ideología
Se dice que el Partido Nacional es un partido de extrema derecha. El partido resume su ideología en su sitio web:
"Creemos en el pueblo de Irlanda, en nuestro derecho a existir como nación, nuestro derecho innato a poseer nuestra patria y nuestro derecho a defenderla. Nuestro objetivo es una Irlanda unida, libre y verdaderamente irlandesa."

#### La campaña "Abortion Never"
El partido llevó a cabo una campaña contra el aborto en los días previos al referéndum sobre la Octava Enmienda de la Constitución de Irlanda. Barrett sugirió: "Debería aplicarse la pena de muerte a cualquier médico que realice un aborto a un niño no nacido".

## Resultados electorales

### Dáil Éireann
| Elección | Asientos ganados | Primeros votos de preferencia | %    |
| -------- | ---------------- | ----------------------------- | ---- |
| 2020     | 0/159            | 4.773                         | 0,2% |